# Gabriel Barnabé Louis d'Osmond
Gabriel Barnabé Louis d’Osmond, chevalier puis comte d’Osmond, comte de Boitron, de Médavy, du Mesnil Froger, est né le 3 juin 1717 au château de Medavy dans l'Orne et mort à Bruxelles le 19 octobre 1791.

## Biographie
Membre de la famille d'Osmond, deuxième enfant et premier fils d'Eustache d'Osmond (n. en 1683) et de Marie Louise de Pardieu de Maucomble, frère aîné de Louis Eustache d'Osmond, ses parents incertains sur son avenir le font baptiser 7 ans plus tard en 1724.

Capitaine de Carabiniers, maître de camp en second au régiment de Cambrésis, et chevalier de l'Ordre de Saint-Louis. Il est admis aux honneurs de la Cour le 12 novembre 1784
Nommé en 1768 chambellan de Louis Philippe d'Orléans (1725-1785), duc de Chartres puis duc d’Orléans, il était, écrit sa petite-nièce, la comtesse de Boigne, « dans la plus grande intimité du Palais-Royal, surtout de la mère du Roi [NB. Louis-Philippe Ier] qui le traitait avec une affection toute filiale. Les mémoires du temps le citent pour ses distractions qui lui valent le sobriquet "d'Osmond brise-tout", ce qui n'empêchait pas qu'il ne fût très aimable, de bonne compagnie et fort serviable. » De fait, plusieurs de ses parents purent, grâce à sa protection, entrer au service du duc d'Orléans.
Il était un ami intime du comte Dufort de Cheverny qui lui consacra tout un chapitre de ses Mémoires : « Célèbre par ses originalités, grand et fort et bien fait, se livrait à corps perdu à tout ce qui amusait [...] malheureusement, la passion du jeu absorbait toutes ses qualités. »
«  Connu comme joueur, écrit Madame de Genlis, il avait plus de 60 000 livres de rente en terres, situées près de Coutances et Saint-Lô [...] Spirituel et distrait, il était aimé de tout le monde.  Chaque jour il déjeunait chez la duchesse d’Orléans et le duc d’Orléans le surnommait “le mari de ma femme”. »
Franc-maçon affilié à la loge militaire Saint-Jean de Montmorency-Luxembourg en 1773.
Il émigre sous la Révolution et meurt à Bruxelles en 1791.
Il épouse, le 5 juillet 1756 à Valognes dans la Manche, Rose de Thère – « très douce, très sage, très aimable » selon Dufort de Cheverny – aînée des deux filles de son riche voisin Charles François, comte de Thère et de Marguerite Rose d’Harcourt d’Olonde, qui lui donna deux filles :
- N... d’Osmond, qui épousa Charles Adolphe de Mauconvenant, marquis de Sainte-Suzanne ;
- Charlotte Rose Jacqueline d’Osmond, qui épousa Christophe Nicolas Joseph Étienne de Malbec de Montjoc, marquis de Briges.